# Équipe du Kenya féminine de basket-ball
Maillots
Actualités
L'équipe du Kenya féminine de basket-ball est l'équipe nationale qui représente le Kenya dans les compétitions internationales féminines de basket-ball. Elle est placée sous l'égide de la Fédération kényane de basket-ball. 
Le Kenya ne s'est jamais qualifiée pour un tournoi olympique. La seule participation du Kenya à un Championnat du monde se conclut sur une seizième place en 1994.
Les Kényanes sont deuxièmes du Championnat d'Afrique 1993.
Les Lionnes du Kenya sont dirigées par George Mayienga depuis 2021.